# Schwabenmühle (Laudenbach)

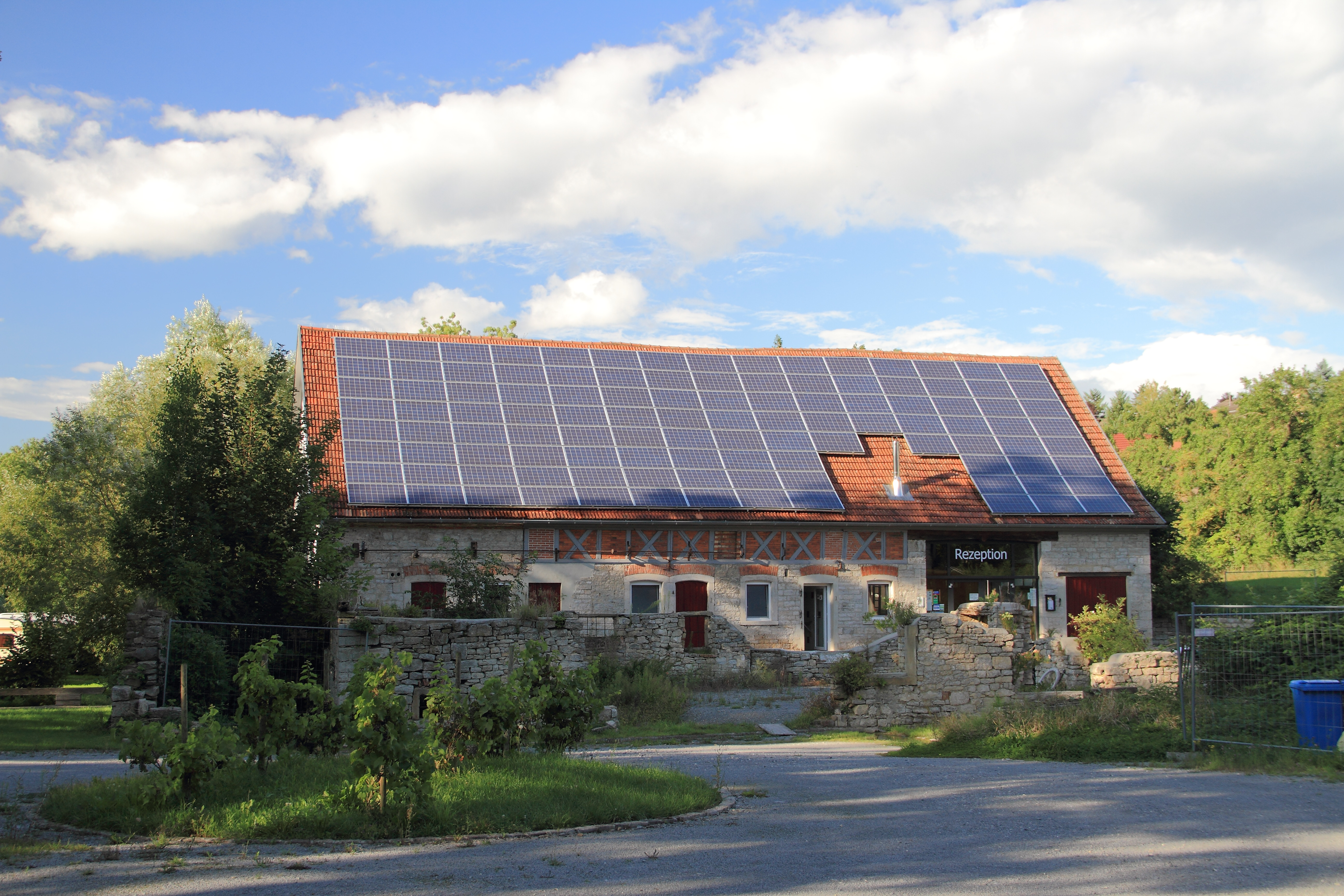
Schwabenmühle in Laudenbach

Die Schwabenmühle in Laudenbach, einem Stadtteil von Weikersheim im Main-Tauber-Kreis in Baden-Württemberg, ist eine ehemalige Wassermühle, beherbergt heute die Rezeption des Campingplatzes Schwabenmühle und ist ein geschütztes Kulturdenkmal.

## Geographie
Das Gebäude mit der Straßenanschrift Zur Schwabenmühle 8 steht neben dem nördlichen der beiden vom in Weikersheim in die Tauber mündenden Vorbach gespeisten Laudenbacher Mühlkanäle auf einer Höhe von etwa 255 m ü. NHN. Das Campinggelände liegt im westlichen Teil des fast zur Gänze rechts des kleinen Flusses liegenden Ortes auf dem Grunde seines nordwärts ziehenden Kerbsohlentals im Muschelkalk, dessen linksseits steilen und bewaldeten, rechtsseits besiedelten und von Weinbergen bedeckten flacheren Hänge sich bis etwa 380 m ü. NHN erheben.

## Geschichte
Das Gebäude dient dem im Jahre 2008 neu eröffnete Camping Schwabenmühle als Rezeption.